# 白蕉镇
白蕉镇是中国广东省珠海市斗门区下辖的一个镇，位于斗门区的东部和东北部，由原来的白蕉镇和六乡镇合并而成。全镇总面积184平方公里，下辖3个社区、32个村。总人口12.22万人，其中户籍人口8.88万人，流动人口3.34万人。镇区有斗门港，西部沿海高速公路和江珠高速公路贯穿全境。

## 行政区划
白蕉镇下辖以下村级行政区划单位
白蕉社区、六乡社区、城东社区、榕益村、黄家村、新沙村、新二村、新环村、南环村、泗喜村、东围村、白石村、大托村、灯一村、灯笼村、灯三村、桅夹村、昭信村、东湖村、成裕村、赖家村、白蕉村、东岸村、沙石村、小托村、冲口村、八顷村、湴冲村、月坑村、盖山村、鳘鱼沙村、虾山村、南澳村、孖湾村、丰洲村、新马墩村、白蕉工业开发区社区和白蕉科技工业园。